# داستان جنایی

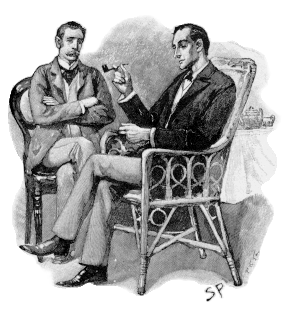
شرلوک هلمز (پیپ به دست) و همکارش دکتر واتسون دو شخصیت محبوب در ادبیات جنایی

ادبیات داستانی جنایی یکی از سبک‌های ادبی است که اعمال مجرمان و انگیزه‌های آنان را روایت می‌کند. این سبک خود به چندین زیر سبک از جمله ادبیات پلیسی تقسیم می‌شود.
در داستان‌های جنایی معمولاً  قتل یا قتل‌هایی اتفاق می‌افتد و فرد یا افرادی مأمور می‌شوند که راز آن قتل‌ها را کشف کنند. اغلب این داستان‌ها هم به‌منظور قصه‌گویی صرف و سرگرمی نوشته می‌شوند مگر آنکه داستان یک شخصیت محوری داشته باشد که نویسنده بتواند به جنبه‌های پیچیده شخصیت او نزدیک شود، مثل سکوت بره‌ها یا بعضی داستان‌های دیگر مشابه آنکه در آن‌ها داستان از جنبه جنایی صرف بیرون آمده و شخصیت‌ها عمق پیدا کرده‌اند داستان‌نویسی درباره جنایت‌ها و تاریخ‌های جنایت به موضوعی مهم در ادبیات تبدیل شده‌است. به گونه‌ای که به گفته اهالی این حوزه این گونه کتاب‌ها چراغی را در گذشته روشن می‌کنند تا آینده قابل رویت باشد. روزنامه کریستین ساینس مانیتور، پنج کتاب برتر داستانی در حوزه جنایی در یک دهه اخیر را معرفی می‌کند که هر کدام به نوعی در جستجوی عدالت و قضاوت در سده ۱۹ و ۲۰ میلادی در انگلیس و شیکاگو اتفاق می‌افتند.
از نویسندگان مشهوری که به خلق آثاری در زمینه ادبیات داستانی جنایی پرداخته‌اند می‌توان آگاتا کریستی (خالق شخصیت‌های هرکول پوآرو و خانم مارپل)، آرتور کانن دویل (خالق شرلوک هلمز)، ریموند چندلر، پاتریشیا کرنول و دوروتی ال. سایرز را نام برد.
جنایت و مکافات، قتل راجر آکروید، ده بچه زنگی و نام گل سرخ از آثار مطرح این سبک هستند.

## چندین کتاب از این سبک
- نشانه چهار نوشته سر آرتور کانن دویل
- تحقیقات پوآرو نوشته آگاتا کریستی
- جنایت و مکافات نوشته فئودور داستایوفسکی
- اتود در قرمز لاکی نوشته سر آرتور کانن دویل
- سرو غمگین نوشته آگاتا کریستی
- مردی با لباس قهوه ای نوشته آگاتا کریستی
- لویاتان نوشته پل استر
- سگ باسکرویل نوشته سر آرتور کانن دویل
- مشکل نهایی نوشته سر آرتور کانن دویل
- پرده نوشته آگاتا کریستی
- سومین پلیس نوشته برایان انولان
- ربه کا نوشته دافنه دوموریه
- قتل در عمارت استایلز نوشته آگاتا کریستی
- آخرین تعظیم نوشته سر آرتور کانن دویل
- قتل در قطار سریع‌السیر شرق نوشته آگاتا کریستی
- خانه کژ نوشته آگاتا کریستی
- دختری در قطار نوشته پائولا هاوکینز

## برترین‌ها
پنج کتاب برتر داستانی در حوزه جنایی در یک دهه اخیر را از دیدگاه روزنامه کریستین ساینس مانیتور به شرح زیر است که هر کدام به نوعی در جستجوی عدالت و قضاوت در قرون ۱۹ و ۲۰ میلادی در انگلیس و شیکاگو اتفاق می‌افتند
1. شیطان در شهر سفید / اریک لارسون (۲۰۰۳)
2. برای هیجان آن / سیمون باتز (۲۰۰۸)
3. جلسه محاکمه نگهبان جهنم / هامپتون سیدز (۲۰۱۰)
4. قطعه عجیبی از بهشت / تری جنتز (۲۰۰۶)
5. سوءظن‌های آقای ویچر / کیت سامرسکل (۲۰۰۸)

## پرفروش‌ترین کتاب ها در سال ۲۰۱۰
سیاتل تایمز، در این فهرست رمان‌های جنایی پرفروش در سال ۲۰۱۰ که از سوی نویسندگان جنایی‌نویس جهان به رشته تحریر درآمده، نام برده شده‌است.
1. رمان «کاغذ ببر» نوشته «لیزا بریکمن»
2. رمان «علف‌های هرز و مأمور اعدام» نوشته «آلن برادلی»
3. رمان جنایی «دزدان دریایی» نوشته «ویلیام دیتریش»
4. رمان «محل وفاداری» نوشته «تانا فرنچ»
5. رمان «جاسوس بالکان» نوشته  «آلن فورست»
6. رمان «بدن مملو از مرگ» نوشته  «جورج الیزابت»
7. رمان «بزرگ کندو» نوشته «تارکوئین هال»
8. رمان «یک نوع خائن» نوشته «لوری ال کینگ»
9. رمان «بزرگ کندو» نوشته کینگ